# CEV Challenge Cup 2007–2008 (damer)
CEV Challenge Cup 2007–2008 spelades mellan 24 november 2007 och 16 mars 2008. Det var den 28:e upplagan av tävlingen (och den första under det nya namnet, tidigare kallades tävlingen CEV Cup, ett namn som togs över av en annan turnering) och 55 lag från CEV:s medlemsförbund deltog. Finalspelet genomfördes i Bursa, Turkiet. Vakıfbank GS vann tävlingen för första gången genom att besegra Vicenza Volley i finalen. Aysun Özbek utsågs till bästa spelare.

## Formula
Tävlingen genomfördes i cupformat med två kvalificeringsrundor följt av åttondelsfinal, kvartsfinal, semifinal och final. Alla möten före finalspelet (semifinal och final) skedde genom att lagen möttes både hemma och borta, medan finalspelet genomfördes genom enkelmöten.

## Deltagande lag
| - USSP Albi - CS Știința Bacău - Rabita Baku - ŽOK Luka Bar - OK Radnički - Béziers Gazélec - VK Královo Pole - CS Dinamo București - CV Diego Porcelos - Dresdner SC - Teuta Durrës - Anorthosis Famagusta | - Volleyball Franches-Montagnes - VDK Gent - Gödöllõ RC - SVK Neman Grodno - Vanajan RC - Holte IF - Vakıfbank GS - Karşıyaka SK - VK Kazanočka - ATSC Klagenfurt - AEK Larnaca | - CV Las Palmas - Longa '59 - AEL Limassol - ASKÖ Linz-Steg - CS Madeira - OK Branik - Kommunalnik Mogilev - MKS Muszyna - ŽOK Novo Mesto - Fatum Nyíregyháza - Olympiakos SFP | - Panathinaikos Athlitikos Omilos - VC Unic Piatra Neamț - CD Ribeirense - VC Kanti - OK Šibenik - VK Slavia Sofia - EBS Talinn - Troon VC - Vicenza Volley - HAOK Mladost - VK Orbita-ZTMK-ZNU |

## Turneringen

### Första omgången

#### Match 1
| 25 november 2007 ?, ? Speltid: 1h:54 - Åskådare: 1 300 | EBS Talinn          | 2–3 | CV Las Palmas        | 12–25, 25–21, 25–23, 23–25, 5–15  |
| 24 november 2007 ?, ? Speltid: 1h:31 - Åskådare: 350   | VK Královo Pole     | 1–3 | Olympiakos SFP       | 19–25, 25–14, 15–25, 17–25        |
| 25 november 2007 ?, ? Speltid: 1h:10 - Åskådare: 1 100 | Kommunalnik Mogilev | 3–0 | Troon VC             | 25–5, 25–17, 25–20                |
| 24 november 2007 ?, ? Speltid: 1h:36 - Åskådare: 250   | Fatum Nyíregyháza   | 1–3 | Vakıfbank GS         | 25–19, 11–25, 21–25, 21–25        |
| 24 november 2007 ?, ? Speltid: 1h:15 - Åskådare: 420   | OK Branik           | 3–0 | VK Orbita-ZTMK-ZNU   | 25–16, 25–17, 25–17               |
| 25 november 2007 ?, ? Speltid: 1h:13 - Åskådare: 450   | CS Știința Bacău    | 3–0 | Anorthosis Famagusta | 25–15, 26–24, 25–22               |
| 24 november 2007 ?, ? Speltid: 1h:10 - Åskådare: 500   | Gödöllõ RC          | 0–3 | VC Kanti             | 17–25, 17–25, 23–25               |
| 24 november 2007 ?, ? Speltid: 1h:04 - Åskådare: 780   | MKS Muszyna         | 3–0 | ŽOK Luka Bar         | 25–17, 25–13, 25–12               |
| 24 november 2007 ?, ? Speltid: 1h:08 - Åskådare: 325   | Vanajan RC          | 0–3 | ŽOK Novo Mesto       | 17–25, 20–25, 17–25               |
| 24 november 2007 ?, ? Speltid: 2h:05 - Åskådare: 300   | AEL Limassol        | 3–2 | Teuta Durrës         | 25–16, 18–25, 28–26, 24–26, 15-5  |
| 24 november 2007 ?, ? Speltid: 1h:04 - Åskådare: 100   | OK Šibenik          | 0–3 | VC Unic Piatra Neamț | 12–25, 15–25, 12–25               |
| 24 november 2007 ?, ? Speltid: 1h:18 - Åskådare: 350   | VK Slavia Sofia     | 3–0 | ASKÖ Linz-Steg       | 26–24, 25–22, 27–25               |
| 24 november 2007 ?, ? Speltid: 2h:20 - Åskådare: 640   | OK Radnički         | 2–3 | Dresdner SC          | 25–20, 25–20, 23–25, 16–25, 13–25 |
| 25 november 2007 ?, ? Speltid: 1h:08 - Åskådare: 2 500 | SVK Neman Grodno    | 0–3 | Béziers Gazélec      | 20–25, 21–25, 15–25               |

#### Match 2
| 1 december 2007 ?, ? Speltid: 1h:09 - Åskådare: 400   | CV Las Palmas        | 3–0 | EBS Talinn          | 25–13, 25–15, 25–20                                |
| 1 december 2007 ?, ? Speltid: 1h:12 - Åskådare: 120   | Olympiakos SFP       | 3–0 | VK Královo Pole     | 25–17, 25-9, 25–21                                 |
| 1 december 2007 ?, ? Speltid: 0h:59 - Åskådare: 150   | Troon VC             | 0–3 | Kommunalnik Mogilev | 6–25, 11–25, 6–25                                  |
| 1 december 2007 ?, ? Speltid: 1h:10 - Åskådare: 850   | Vakıfbank GS         | 3–0 | Fatum Nyíregyháza   | 25–18, 25–11, 25–18                                |
| 1 december 2007 ?, ? Speltid: 1h:11 - Åskådare: 1 012 | VK Orbita-ZTMK-ZNU   | 0–3 | OK Branik           | 22–25, 17–25, 14–25                                |
| 1 december 2007 ?, ? Speltid: 1h:13 - Åskådare: 400   | Anorthosis Famagusta | 0–3 | CS Știința Bacău    | 14–25, 19–25, 11–25                                |
| 1 december 2007 ?, ? Speltid: 1h:40 - Åskådare: 637   | VC Kanti             | 3–1 | Gödöllõ RC          | 25–16, 25–19, 20–25, 25–21                         |
| 2 december 2007 ?, ? Speltid: 1h:03 - Åskådare: 200   | ŽOK Luka Bar         | 0–3 | MKS Muszyna         | 8–25, 19–25, 16–25                                 |
| 1 december 2007 ?, ? Speltid: 1h:12 - Åskådare: 250   | ŽOK Novo Mesto       | 3–0 | Vanajan RC          | 25–17, 25–14, 25–19                                |
| 1 december 2007 ?, ? Speltid: 2h:00 - Åskådare: 600   | Teuta Durrës         | 2–3 | AEL Limassol        | 20–25, 18–25, 25–18, 25–18, 13–15                  |
| 1 december 2007 ?, ? Speltid: 1h:03 - Åskådare: ?     | VC Unic Piatra Neamț | 3–0 | OK Šibenik          | 25–14, 25–20, 25–10                                |
| 1 december 2007 ?, ? Speltid: 2h:03 - Åskådare: 550   | ASKÖ Linz-Steg       | 3–2 | VK Slavia Sofia     | 6–25, 25–22, 21–25, 25–20, 16–14 Golden set: 13–15 |
| 1 december 2007 ?, ? Speltid: 2h:13 - Åskådare: 1 871 | Dresdner SC          | 3–2 | OK Radnički         | 25–23, 22–25, 25–11, 23–25, 15-9                   |
| 1 december 2007 ?, ? Speltid: 1h:12 - Åskådare: 1 000 | Béziers Gazélec      | 3–0 | SVK Neman Grodno    | 25–17, 25–21, 25–19                                |

#### Kvalificerade lag
| - CS Știința Bacău - Béziers Gazélec - Dresdner SC - Vakıfbank GS - CV Las Palmas - AEL Limassol - OK Branik | - Kommunalnik Mogilev - MKS Muszyna - ŽOK Novo Mesto - Olympiakos SFP - VC Unic Piatra Neamț - VC Kanti - VK Slavia Sofia |

### Andra omgången

#### Match 1
| 15 december 2007 ?, ? Speltid: 1h:08 - Åskådare: 250   | VDK Gent                        | 0–3 | Vakıfbank GS         | 20–25, 15–25, 15–25        |
| 15 december 2007 ?, ? Speltid: 1h:23 - Åskådare: 100   | HAOK Mladost                    | 3–0 | Béziers Gazélec      | 25–23, 26–24, 25–23        |
| 15 december 2007 ?, ? Speltid: 1h:08 - Åskådare: 500   | CS Dinamo București             | 3–0 | VC Kanti             | 25–15, 25–22, 25–19        |
| 16 december 2007 ?, ? Speltid: 1h:15 - Åskådare: 1 100 | Karşıyaka SK                    | 3–0 | VK Slavia Sofia      | 25–16, 25–16, 25–23        |
| 15 december 2007 ?, ? Speltid: 0h:54 - Åskådare: 50    | AEK Larnaca                     | 0–3 | CV Las Palmas        | 8–25, 8–25, 19–25          |
| 15 december 2007 ?, ? Speltid: 1h:20 - Åskådare: 120   | Panathinaikos Athlitikos Omilos | 3–0 | ŽOK Novo Mesto       | 26–24, 25–20, 25–21        |
| 16 december 2007 ?, ? Speltid: 1h:44 - Åskådare: 700   | CV Diego Porcelos               | 1–3 | Dresdner SC          | 18–25, 24–26, 25–23, 18–25 |
| 16 december 2007 ?, ? Speltid: 1h:42 - Åskådare: 550   | Volleyball Franches-Montagnes   | 1–3 | CS Știința Bacău     | 25–23, 17–25, 19–25, 12–25 |
| 16 december 2007 ?, ? Speltid: 1h:50 - Åskådare: 250   | CD Ribeirense                   | 1–3 | OK Branik            | 25–21, 19–25, 16–25, 15–25 |
| 15 december 2007 ?, ? Speltid: 1h:08 - Åskådare: 250   | Longa '59                       | 1–3 | VC Unic Piatra Neamț | 21–25, 22–25, 25–19, 22–25 |
| 15 december 2007 ?, ? Speltid: 1h:07 - Åskådare: 50    | Holte IF                        | 0–3 | VK Kazanočka         | 18–25, 16–25, 18–25        |
| 16 december 2007 ?, ? Speltid: 1h:10 - Åskådare: 150   | ATSC Klagenfurt                 | 0–3 | MKS Muszyna          | 20–25, 23–25, 21–25        |
| 15 december 2007 ?, ? Speltid: 1h:33 - Åskådare: 700   | USSP Albi                       | 1–3 | Vicenza Volley       | 14–25, 25–22, 20–25, 17–25 |
| 15 december 2007 ?, ? Speltid: 1h:20 - Åskådare: 150   | CS Madeira                      | 0–3 | Olympiakos SFP       | 25–27, 14–25, 17–25        |
| 16 december 2007 ?, ? Speltid: 1h:16 - Åskådare: ?     | Rabita Baku                     | 3–0 | AEL Limassol         | 25–23, 25–18, 25–16        |

#### Match 2
| 22 december 2007 ?, ? Speltid: 1h:12 - Åskådare: 800   | Vakıfbank GS         | 3–0 | VDK Gent                        | 25–17, 25–22, 25–13                          |
| 22 december 2007 ?, ? Speltid: 1h:15 - Åskådare: 700   | Béziers Gazélec      | 3–0 | HAOK Mladost                    | 25–16, 25–22, 25–21 Golden set: 15–11        |
| 22 december 2007 ?, ? Speltid: 1h:49 - Åskådare: 618   | VC Kanti             | 3–1 | CS Dinamo București             | 29–31, 25–19, 27–25, 25–20 Golden set: 14–16 |
| 23 december 2007 ?, ? Speltid: 1h:06 - Åskådare: 150   | VK Slavia Sofia      | 0–3 | Karşıyaka SK                    | 13–25, 13–25, 24–26                          |
| 22 december 2007 ?, ? Speltid: 0h:54 - Åskådare: 50    | CV Las Palmas        | 3–0 | AEK Larnaca                     | 25–10, 25–12, 25-4                           |
| 22 december 2007 ?, ? Speltid: 1h:25 - Åskådare: 350   | ŽOK Novo Mesto       | 0–3 | Panathinaikos Athlitikos Omilos | 17–25, 18–25, 27–29                          |
| 22 december 2007 ?, ? Speltid: 1h:18 - Åskådare: 2 157 | Dresdner SC          | 3–0 | CV Diego Porcelos               | 25–15, 25–23, 25–20                          |
| 22 december 2007 ?, ? Speltid: 1h:15 - Åskådare: 560   | CS Știința Bacău     | 3–0 | Volleyball Franches-Montagnes   | 25–22, 25–18, 25–18                          |
| 21 december 2007 ?, ? Speltid: 1h:15 - Åskådare: 560   | OK Branik            | 3–0 | CD Ribeirense                   | 25–14, 25–21, 25–18                          |
| 22 december 2007 ?, ? Speltid: 1h:52 - Åskådare: 856   | VC Unic Piatra Neamț | 3–1 | Longa '59                       | 25–23, 25–20, 20–25, 25–22                   |
| 22 december 2007 ?, ? Speltid: 1h:04 - Åskådare: 150   | VK Kazanočka         | 3–0 | Holte IF                        | 25-9, 25–14, 25–13                           |
| 22 december 2007 ?, ? Speltid: 1h:04 - Åskådare: 680   | MKS Muszyna          | 3–0 | ATSC Klagenfurt                 | 25–21, 25–13, 25–14                          |
| 23 december 2007 ?, ? Speltid: 1h:00 - Åskådare: 350   | Vicenza Volley       | 3–0 | USSP Albi                       | 25–18, 25–16, 25-9                           |
| 22 december 2007 ?, ? Speltid: 1h:13 - Åskådare: 150   | Olympiakos SFP       | 3–0 | CS Madeira                      | 25–17, 25–21, 25–17                          |
| 21 december 2007 ?, ? Speltid: 1h:48 - Åskådare: 250   | AEL Limassol         | 2–3 | Rabita Baku                     | 22–25, 18–25, 28–26, 25–16, 8–15             |

#### Kvalificerade lag
| - CS Știința Bacău - Rabita Baku - Béziers Gazélec - CS Dinamo București - Dresdner SC - Vakıfbank GS - Karşıyaka SK - VK Kazanočka | - CV Las Palmas - OK Branik - MKS Muszyna - Olympiakos SFP - Panathinaikos Athlitikos Omilos - VC Unic Piatra Neamț - Vicenza Volley |

### Åttondelsfinaler

#### Match 1
| 24 januari 2008 ?, ? Speltid: 1h:10 - Åskådare: 1 500 | Vakıfbank GS                    | 3–0 | Béziers Gazélec     | 25–16, 25–17, 25–13               |
| 24 januari 2008 ?, ? Speltid: 0h:57 - Åskådare: 900   | CS Dinamo București             | 3–0 | Kommunalnik Mogilev | 25–16, 25–17, 25-8                |
| 23 januari 2008 ?, ? Speltid: 1h:37 - Åskådare: 800   | Karşıyaka SK                    | 2–3 | CV Las Palmas       | 19–25, 25–15, 20–25, 27–25, 12–15 |
| 23 januari 2008 ?, ? Speltid: 1h:42 - Åskådare: 400   | Panathinaikos Athlitikos Omilos | 1–3 | Dresdner SC         | 21–25, 25–20, 19–25, 18–25        |
| 24 januari 2008 ?, ? Speltid: 1h:25 - Åskådare: 600   | CS Știința Bacău                | 3–0 | OK Branik           | 30–28, 25–21, 25–16               |
| 24 januari 2008 ?, ? Speltid: 1h:48 - Åskådare: 850   | VC Unic Piatra Neamț            | 3–1 | VK Kazanočka        | 25–23, 25–15, 19–25, 25–23        |
| 24 januari 2008 ?, ? Speltid: 2h:03 - Åskådare: 1 000 | MKS Muszyna                     | 2–3 | Vicenza Volley      | 18–25, 22–25, 25–23, 25–17, 11–15 |
| 23 januari 2008 ?, ? Speltid: 1h:05 - Åskådare: 100   | Olympiakos SFP                  | 3–0 | Rabita Baku         | 25–15, 25–22, 25–10               |

#### Match 2
| 30 januari 2008 ?, ? Speltid: 1h:40 - Åskådare: 700   | Béziers Gazélec     | 1–3 | Vakıfbank GS                    | 25–22, 14–25, 15–25, 17–25                         |
| 30 januari 2008 ?, ? Speltid: 1h:49 - Åskådare: 900   | Kommunalnik Mogilev | 2–3 | CS Dinamo București             | 25–22, 12–25, 25–18, 18–25, 12–15                  |
| 30 januari 2008 ?, ? Speltid: 1h:40 - Åskådare: 400   | CV Las Palmas       | 3–1 | Karşıyaka SK                    | 21–25, 25–12, 25–22, 25–15                         |
| 30 januari 2008 ?, ? Speltid: 2h:01 - Åskådare: 1 050 | Dresdner SC         | 3–1 | Panathinaikos Athlitikos Omilos | 25–23, 25–18, 24–26, 25–21                         |
| 30 januari 2008 ?, ? Speltid: 1h:45 - Åskådare: 350   | OK Branik           | 1–3 | CS Știința Bacău                | 18–25, 16–25, 25–19, 18–25                         |
| 31 januari 2008 ?, ? Speltid: 2h:18 - Åskådare: 500   | VK Kazanočka        | 3–2 | VC Unic Piatra Neamț            | 26–24, 24–26, 25–15, 24–26, 15–11 Golden set:11–15 |
| 31 januari 2008 ?, ? Speltid: 1h:12 - Åskådare: 300   | Vicenza Volley      | 3–0 | MKS Muszyna                     | 25–19, 25-9, 25–13                                 |
| 31 januari 2008 ?, ? Speltid: 1h:10 - Åskådare: 2 000 | Rabita Baku         | 0–3 | Olympiakos SFP                  | 19–25, 17–25, 19–25                                |

#### Kvalificerade lag
| - CS Știința Bacău - CS Dinamo București - Dresdner SC - Vakıfbank GS - CV Las Palmas - Olympiakos SFP - VC Unic Piatra Neamț - Vicenza Volley |

### Kvartsfinaler

#### Match 1
| 13 februari 2008 ?, ? Speltid: 1h:06 - Åskådare: 2 000 | Vakıfbank GS     | 3–0 | CS Dinamo București  | 25–22, 25–15, 25–11 |
| 13 februari 2008 ?, ? Speltid: 1h:19 - Åskådare: 300   | CV Las Palmas    | 3–0 | Dresdner SC          | 25–16, 25–18, 26–24 |
| 14 februari 2008 ?, ? Speltid: 1h:17 - Åskådare: 1 700 | CS Știința Bacău | 3–0 | VC Unic Piatra Neamț | 25–21, 25–22, 25–18 |
| 13 februari 2008 ?, ? Speltid: 1h:18 - Åskådare: 100   | Vicenza Volley   | 3–0 | Olympiakos SFP       | 25–22, 25–21, 25–17 |

#### Match 2
| 20 februari 2008 ?, ? Speltid: 1h:42 - Åskådare: 700   | CS Dinamo București  | 1–3 | Vakıfbank GS     | 25–15, 19–25, 9–25, 24–26                           |
| 20 februari 2008 ?, ? Speltid: 1h:50 - Åskådare: 2 100 | Dresdner SC          | 3–2 | CV Las Palmas    | 25–20, 20–25, 22–25, 25–20, 15-6 Golden set: 15-7   |
| 21 februari 2008 ?, ? Speltid: 2h:16 - Åskådare: 1 000 | VC Unic Piatra Neamț | 3–2 | CS Știința Bacău | 25–19, 24–26, 33–31, 21–25, 15–11 Golden set: 12–15 |
| 21 februari 2008 ?, ? Speltid: 1h:10 - Åskådare: 80    | Olympiakos SFP       | 0–3 | Vicenza Volley   | 23–25, 10–25, 20–25                                 |

#### Kvalificerade lag
| - CS Știința Bacău - Dresdner SC - Vakıfbank GS - Vicenza Volley |

### Finalspel
Finalspelet (semifinaler och framåt) spealdes i Bursa, Turkiet. Semifinalerna spelades 15 mars, medan match om tredjepris och final spelades 16 mars.
|  | Semifinaler      | Semifinaler |                |              | Final               | Final               |  |
|  |                  |             |                |              |                     |                     |  |
|  | Vakıfbank GS     | 3           |                |              |                     |                     |  |
|  | Vakıfbank GS     | 3           |                |              |                     |                     |  |
|  | Dresdner SC      | 0           |                |              |                     |                     |  |
|  | Dresdner SC      | 0           |                | Vakıfbank GS | 3                   |                     |  |
|  |                  |             |                | Vakıfbank GS | 3                   |                     |  |
|  |                  |             | Vicenza Volley | 2            |                     |                     |  |
|  | CS Știința Bacău | 1           | Vicenza Volley | 2            |                     |                     |  |
|  | CS Știința Bacău | 1           |                |              |                     |                     |  |
|  | Vicenza Volley   | 3           |                |              | Match om tredjepris | Match om tredjepris |  |
|  | Vicenza Volley   | 3           |                |              |                     |                     |  |
|  |                  |             |                |              |                     |                     |  |
|  |                  |             |                |              | Dresdner SC         | 3                   |  |
|  |                  |             |                |              | Dresdner SC         | 3                   |  |
|  |                  |             |                |              | CS Știința Bacău    | 1                   |  |

#### Semifinaler
| 15 mars 2008 ?, Bursa Speltid: 1h:42 - Åskådare: 3 000 | Vakıfbank GS     | 3–0 | Dresdner SC    | 25–16, 25–23, 25–14        |
| 15 mars 2008 ?, Bursa Speltid: 1h:14 - Åskådare: 900   | CS Știința Bacău | 1–3 | Vicenza Volley | 21–25, 25–20, 21–25, 17–25 |

#### Match om tredjepris
| 16 mars 2008 ?, Bursa Speltid: 1h:43 - Åskådare: 2 100 | Dresdner SC | 3–1 | CS Știința Bacău | 25–20, 25–22, 22–25, 25–18 |

#### Final
| 16 mars 2008 ?, Bursa Speltid: 2h:02 - Åskådare: 3 000 | Vakıfbank GS | 3–2 | Vicenza Volley | 17–25, 25–18, 26–28, 25–11, 15-5 |

## Individuella utmärkelser
| Utmärkelse              | Namn              | Lag            |
| ----------------------- | ----------------- | -------------- |
| Mest värdefulla spelare | Aysun Özbek       | Vakıfbank GS   |
| Bästa poängvinnare      | Olena Gasukha     | Vakıfbank GS   |
| Bästa anfallare         | Riikka Lehtonen   | Vakıfbank GS   |
| Bästa blockare          | Annerys Vargas    | Vakıfbank GS   |
| Bästa servare           | Manuela Leggeri   | Vicenza Volley |
| Bästa passare           | Arzu Göllü        | Vakıfbank GS   |
| Bästa mottagare         | Monica de Gennaro | Vicenza Volley |
| Bästa libero            | Nihan Yeldan      | Vakıfbank GS   |